# جوزيف فرانز فون ياكفين
جوزيف فرانز فون ياكفين (بالألمانية: Joseph Franz von Jacquin) (و. 1766 – 1839 م) هو كيميائي، وعالم طيور، وعالم نبات، وأستاذ جامعي من النمسا . ولد في بانسكا شتيفنيتسا.
وهو عضو في الأكاديمية الملكية السويدية للعلوم، والأكاديمية البروسية للعلوم .
توفي في فيينا.

## مناصب وهيئات
أدار جامعة فيينا.